# NGC 5524
NGC 5524 – prawdopodobnie gwiazda podwójna znajdująca się w gwiazdozbiorze Wolarza.
Obiekt NGC 5524 skatalogował 19 kwietnia 1855 roku R.J. Mitchell – asystent Williama Parsonsa, jednak nie podał dokładnej pozycji i dlatego istnieje problem z identyfikacją tego obiektu. Wiele źródeł, np. baza SIMBAD, jako NGC 5524 identyfikuje galaktykę PGC 50868, która przez inne źródła jest oznaczana numerem NGC 5527.